# 2008–2009-es női EHF-kupagyőztesek Európa-kupája
A 2008–2009-es női EHF-kupagyőztesek Európa-kupája az európai női kézilabda-klubcsapatok második legrangosabb kupasorozatának 33. kiírása volt. Ide azok a csapatok jutottak be, amelyek hazájuk bajnokságában a negyedik helyen végeztek.

## Lebonyolítás
A sorozat hat fordulóból áll, a döntővel együtt. Mindegyik fordulóban oda-visszavágós rendszerben mérkőztek a csapatok.

## Második kör
| 1. csapat               | Össz. | 2. csapat             | 1. mérk. | 2. mérk. |
| ----------------------- | ----- | --------------------- | -------- | -------- |
| Van der Voort - Quintus | 62–41 | HIFK Damhandboll      | 33–21    | 29–20    |
| Maiastars               | 36–70 | Önnereds HK           | 20–39    | 16–31    |
| DHK ZORA Olomouc        | 53–44 | BNTU-BelAZ Minsk Reg. | 25–21    | 28–23    |
| ABU Baku                | 47–48 | Panellinios Lefkosias | 27–23    | 20–25    |

| 2008. október 5. 15:30 | Van der Voort - Quintus | 33 – 21     | HIFK Damhandboll | Kwinstsheul Nézőszám: 600 Játékvezetők: Cernavskis, Bogdanovs (lettek) |
| 2008. október 5. 15:30 | Van Capelle 9           | (18 – 9)    | Tallqvist 7      | Kwinstsheul Nézőszám: 600 Játékvezetők: Cernavskis, Bogdanovs (lettek) |
| 2008. október 5. 15:30 | 4× 3×                   | Jegyzőkönyv | 2× 2×            | Kwinstsheul Nézőszám: 600 Játékvezetők: Cernavskis, Bogdanovs (lettek) |

| 2008. október 12. 15:00 | HIFK Damhandboll | 20 – 29     | Van der Voort - Quintus | Helsinki Nézőszám: 300 Játékvezetők: Mykolaitis, Sniurevicius (litvánok) |
| 2008. október 12. 15:00 | Tallqvist 8      | (7 – 11)    | Bovenberg 9             | Helsinki Nézőszám: 300 Játékvezetők: Mykolaitis, Sniurevicius (litvánok) |
| 2008. október 12. 15:00 | 2× 2×            | Jegyzőkönyv | 5× 2×                   | Helsinki Nézőszám: 300 Játékvezetők: Mykolaitis, Sniurevicius (litvánok) |

| 2008. október 4. 18:00 | Maiastars            | 20 – 39     | Önnereds HK | Maia Nézőszám: 200 Játékvezetők: Leyder, Jung (luxemburgiak) |
| 2008. október 4. 18:00 | Leal, Neto, Santos 4 | (6 – 24)    | Källqvist 9 | Maia Nézőszám: 200 Játékvezetők: Leyder, Jung (luxemburgiak) |
| 2008. október 4. 18:00 | 1× 2×                | Jegyzőkönyv | 3×          | Maia Nézőszám: 200 Játékvezetők: Leyder, Jung (luxemburgiak) |

| 2008. október 11. 18:00 | Önnereds HK | 31 – 16     | Maiastars   | Göteborg Nézőszám: 300 Játékvezetők: Malek, Nowak (lengyelek) |
| 2008. október 11. 18:00 | Petersen 6  | (12 – 6)    | Carvalho 11 | Göteborg Nézőszám: 300 Játékvezetők: Malek, Nowak (lengyelek) |
| 2008. október 11. 18:00 | 6× 3×       | Jegyzőkönyv | 2× 3×       | Göteborg Nézőszám: 300 Játékvezetők: Malek, Nowak (lengyelek) |

| 2008. október 10. 17:30 | DHK ZORA Olomouc | 25 – 21     | BNTU-BelAZ Minsk Reg. | Olmütz Nézőszám: 400 Játékvezetők: Leszczynski, Piechota (lengyelek) |
| 2008. október 10. 17:30 | Hrbkova 7        | (15 – 8)    | Nestsiaruk 6          | Olmütz Nézőszám: 400 Játékvezetők: Leszczynski, Piechota (lengyelek) |
| 2008. október 10. 17:30 | 3× 3×            | Jegyzőkönyv | 2× 3×                 | Olmütz Nézőszám: 400 Játékvezetők: Leszczynski, Piechota (lengyelek) |

| 2008. október 12. 17:00 | BNTU-BelAZ Minsk Reg. | 23 – 28     | DHK ZORA Olomouc | Mahiljov Nézőszám: 500 Játékvezetők: Aghakishi, Aghakishi (azeriek) |
| 2008. október 12. 17:00 | Zaharulka 7           | (13 – 13)   | Hejtmankova 8    | Mahiljov Nézőszám: 500 Játékvezetők: Aghakishi, Aghakishi (azeriek) |
| 2008. október 12. 17:00 | 2× 3×                 | Jegyzőkönyv | 7× 2×            | Mahiljov Nézőszám: 500 Játékvezetők: Aghakishi, Aghakishi (azeriek) |

| 2008. október 11. 17:00 | ABU Baku   | 27 – 23     | Panellinios Lefkosias | Nicosia Nézőszám: 100 Játékvezetők: Ilieva, Karbeska (macedónok) |
| 2008. október 11. 17:00 | Gasimova 7 | (13 – 9)    | Rados Alunge 15       | Nicosia Nézőszám: 100 Játékvezetők: Ilieva, Karbeska (macedónok) |
| 2008. október 11. 17:00 | 2× 3×      | Jegyzőkönyv | 4× 3×                 | Nicosia Nézőszám: 100 Játékvezetők: Ilieva, Karbeska (macedónok) |

| 2008. október 12. 18:00 | Panellinios Lefkosias | 25 – 20     | ABU Baku    | Nicosia Nézőszám: 100 Játékvezetők: Ilieva, Karbeska (macedónok) |
| 2008. október 12. 18:00 | Rados Alunge 13       | (12 – 9)    | Gorotsova 6 | Nicosia Nézőszám: 100 Játékvezetők: Ilieva, Karbeska (macedónok) |
| 2008. október 12. 18:00 | 2× 2×                 | Jegyzőkönyv | 2× 3×       | Nicosia Nézőszám: 100 Játékvezetők: Ilieva, Karbeska (macedónok) |

## Harmadik kör
| 1. csapat               | Össz. | 2. csapat                    | 1. mérk. | 2. mérk. |
| ----------------------- | ----- | ---------------------------- | -------- | -------- |
| DHK ZORA Olomouc        | 64–55 | ZZRK "Dinamo Petrohemija"    | 35–25    | 29–30    |
| Van der Voort - Quintus | 49–68 | Sport Club Luch              | 26–35    | 23–33    |
| Gjerpen Handball        | 83–41 | Panellinios Lefkosias        | 47–21    | 36–20    |
| Oțelul Galați           | 70–26 | ZRK Ljubuski-Lido Osiguranje | 34–14    | 36–12    |
| Levanger HK             | 20–0  | Gazi University SC           | 10–0     | 10–0     |
| Önnereds HK             | 46–60 | RK Tresnjevka                | 25–31    | 21–29    |
| Politechnika Koszalin   | 46–64 | Balonmano Parc Sagunto       | 23–28    | 23–36    |
| MGA Handball            | 42–75 | SK Karpaty Uzhgorod          | 23–35    | 19–40    |
| IUVENTA Michalovce      | 45–44 | Havre HAC                    | 23–19    | 22–25    |
| KIF Vejen               | 64–41 | GAS Anagennisi Artas         | 31–17    | 33–24    |
| TSV Bayer 04 Leverkusen | 71–47 | TSV St. Otmar St. Gallen     | 41–29    | 30–18    |
| DVSC-Aquaticum          | 82–49 | S.S. Pallamano Bancole       | 44–26    | 38–23    |

| 2008. november 2. 16:00 | DHK ZORA Olomouc                  | 35 – 25     | ZZRK "Dinamo Petrohemija" | Olmütz Nézőszám: 500 Játékvezetők: Veber, Pangerc (szlovénok) |
| 2008. november 2. 16:00 | Hejtmankova, Hrbkova, Salcakova 6 | (13 – 13)   | Matijašević, Ziga 6       | Olmütz Nézőszám: 500 Játékvezetők: Veber, Pangerc (szlovénok) |
| 2008. november 2. 16:00 | 1× 3×                             | Jegyzőkönyv | 4× 3×                     | Olmütz Nézőszám: 500 Játékvezetők: Veber, Pangerc (szlovénok) |

| 2008. november 9. 17:30 | ZZRK "Dinamo Petrohemija" | 30 – 29     | DHK ZORA Olomouc     | Pancsova Nézőszám: 800 Játékvezetők: Ünlü, Simsek (törökök) |
| 2008. november 9. 17:30 | Balać 12                  | (16 – 14)   | Hrbkova, Tomeckova 6 | Pancsova Nézőszám: 800 Játékvezetők: Ünlü, Simsek (törökök) |
| 2008. november 9. 17:30 | 3× 3×                     | Jegyzőkönyv | 3×                   | Pancsova Nézőszám: 800 Játékvezetők: Ünlü, Simsek (törökök) |

| 2008. november 8. 16:00 | Van der Voort - Quintus | 26 – 35     | Sport Club Luch | Moszkva Nézőszám: 400 Játékvezetők: Grigalionis, Mocevicius (litvánok) |
| 2008. november 8. 16:00 | Bovenberg 7             | (10 – 15)   | Haizhutsite 7   | Moszkva Nézőszám: 400 Játékvezetők: Grigalionis, Mocevicius (litvánok) |
| 2008. november 8. 16:00 | 6× 3×                   | Jegyzőkönyv | 5× 3×           | Moszkva Nézőszám: 400 Játékvezetők: Grigalionis, Mocevicius (litvánok) |

| 2008. november 9. 16:00 | Sport Club Luch | 33 – 23     | Van der Voort - Quintus | Moszkva Nézőszám: 400 Játékvezetők: Grigalionis, Mocevicius (litvánok) |
| 2008. november 9. 16:00 | Zubenko 11      | (18 – 12)   | Bovenberg 10            | Moszkva Nézőszám: 400 Játékvezetők: Grigalionis, Mocevicius (litvánok) |
| 2008. november 9. 16:00 | 4× 2×           | Jegyzőkönyv | 2× 2×                   | Moszkva Nézőszám: 400 Játékvezetők: Grigalionis, Mocevicius (litvánok) |

| 2008. november 1. 16:00 | Gjerpen Handball | 47 – 21     | Panellinios Lefkosias | Skien Nézőszám: 200 Játékvezetők: Mitrunen, Sundell (finnek) |
| 2008. november 1. 16:00 | Svele 11         | (27 – 11)   | Radoș Alunge 13       | Skien Nézőszám: 200 Játékvezetők: Mitrunen, Sundell (finnek) |
| 2008. november 1. 16:00 | 3× 2×            | Jegyzőkönyv | 4× 1×                 | Skien Nézőszám: 200 Játékvezetők: Mitrunen, Sundell (finnek) |

| 2008. november 8. 18:00 | Panellinios Lefkosias | 20 – 36     | Gjerpen Handball | Nicosia Nézőszám: 200 Játékvezetők: Bashev, Dobrev (bolgárok) |
| 2008. november 8. 18:00 | Radoș Alunge 8        | (9 – 17)    | Suvdal 8         | Nicosia Nézőszám: 200 Játékvezetők: Bashev, Dobrev (bolgárok) |
| 2008. november 8. 18:00 | 1× 1×                 | Jegyzőkönyv | 3× 3×            | Nicosia Nézőszám: 200 Játékvezetők: Bashev, Dobrev (bolgárok) |

| 2008. november 1. 11:00 | Oțelul Galați | 34 – 14     | ZRK Ljubuski-Lido Osiguranje | Galați Nézőszám: 550 Játékvezetők: Crnojević, Kostecki (horvátok) |
| 2008. november 1. 11:00 | Ghionea 9     | (19 – 5)    | Tomić 9                      | Galați Nézőszám: 550 Játékvezetők: Crnojević, Kostecki (horvátok) |
| 2008. november 1. 11:00 | 3× 3× 1×      | Jegyzőkönyv | 2× 3×                        | Galați Nézőszám: 550 Játékvezetők: Crnojević, Kostecki (horvátok) |

| 2008. november 2. 11:00 | ZRK Ljubuski-Lido Osiguranje | 12 – 36     | Oțelul Galați | Galați Nézőszám: 500 Játékvezetők: Crnojević, Kostecki (horvátok) |
| 2008. november 2. 11:00 | Mitrić 5                     | (4 – 17)    | Artean 8      | Galați Nézőszám: 500 Játékvezetők: Crnojević, Kostecki (horvátok) |
| 2008. november 2. 11:00 | 5× 3× 1×                     | Jegyzőkönyv | 3× 3× 1×      | Galați Nézőszám: 500 Játékvezetők: Crnojević, Kostecki (horvátok) |

| 2008. október 21. 12:00 | Levanger HK | 10 – 0 | Gazi University SC |  |
| 2008. október 21. 12:00 | (0 – 0)     |        |                    |  |
| 2008. október 21. 12:00 | Jegyzőkönyv |        |                    |  |

| 2008. október 21. 12:00 | Gazi University SC | 0 – 10 | Levanger HK |  |
| 2008. október 21. 12:00 | (0 – 0)            |        |             |  |
| 2008. október 21. 12:00 | Jegyzőkönyv        |        |             |  |

| 2008. november 1. 16:00 | Önnereds HK   | 25 – 31     | RK Tresnjevka | Göteborg Nézőszám: 350 Játékvezetők: Leszczynski, Piechota (lengyelek) |
| 2008. november 1. 16:00 | Frederiksen 6 | (15 – 12)   | Jukopila 9    | Göteborg Nézőszám: 350 Játékvezetők: Leszczynski, Piechota (lengyelek) |
| 2008. november 1. 16:00 | 4× 3×         | Jegyzőkönyv | 4× 3× 1×      | Göteborg Nézőszám: 350 Játékvezetők: Leszczynski, Piechota (lengyelek) |

| 2008. november 8. 16:00 | RK Tresnjevka                 | 29 – 21     | Önnereds HK | Zágráb Nézőszám: 200 Játékvezetők: Pech, Vágvölgyi (magyarok) |
| 2008. november 8. 16:00 | Daskijević, Dzono, Jukopila 5 | (17 – 7)    | Aronsson 9  | Zágráb Nézőszám: 200 Játékvezetők: Pech, Vágvölgyi (magyarok) |
| 2008. november 8. 16:00 | 3× 3×                         | Jegyzőkönyv | 3× 2×       | Zágráb Nézőszám: 200 Játékvezetők: Pech, Vágvölgyi (magyarok) |

| 2008. november 2. 18:00 | Politechnika Koszalin | 23 – 28     | Balonmano Parc Sagunto | Koszalin Nézőszám: 1000 Játékvezetők: Cernavskis, Bogdanovs (lettek) |
| 2008. november 2. 18:00 | Dworaczyk 5           | (11 – 11)   | Danilović 10           | Koszalin Nézőszám: 1000 Játékvezetők: Cernavskis, Bogdanovs (lettek) |
| 2008. november 2. 18:00 | 2× 2×                 | Jegyzőkönyv | 6× 2×                  | Koszalin Nézőszám: 1000 Játékvezetők: Cernavskis, Bogdanovs (lettek) |

| 2008. november 8. 19:00 | Balonmano Parc Sagunto | 36 – 23     | Politechnika Koszalin | Sagunto Nézőszám: 400 Játékvezetők: Borrotti, Marcet (franciák) |
| 2008. november 8. 19:00 | Benzal Andaloussi 9    | (17 – 10)   | Dworaczyk 6           | Sagunto Nézőszám: 400 Játékvezetők: Borrotti, Marcet (franciák) |
| 2008. november 8. 19:00 | 3× 2×                  | Jegyzőkönyv | 5× 3× 1×              | Sagunto Nézőszám: 400 Játékvezetők: Borrotti, Marcet (franciák) |

| 2008. november 1. 18:00 | MGA Handball | 23 – 35     | SK Karpaty Uzhgorod | Bécs Nézőszám: 200 Játékvezetők: Van Dijk, Wijtenburg (hollandok) |
| 2008. november 1. 18:00 | Urch 7       | (6 – 17)    | Sholkovska 9        | Bécs Nézőszám: 200 Játékvezetők: Van Dijk, Wijtenburg (hollandok) |
| 2008. november 1. 18:00 | 5× 3×        | Jegyzőkönyv | 6× 3×               | Bécs Nézőszám: 200 Játékvezetők: Van Dijk, Wijtenburg (hollandok) |

| 2008. november 8. 17:00 | SK Karpaty Uzhgorod | 40 – 19     | MGA Handball | Kijev Nézőszám: 900 Játékvezetők: Rutkovskis, Dzerve (lettek) |
| 2008. november 8. 17:00 | Sapronenko 8        | (19 – 6)    | Urch 6       | Kijev Nézőszám: 900 Játékvezetők: Rutkovskis, Dzerve (lettek) |
| 2008. november 8. 17:00 | 6× 3×               | Jegyzőkönyv | 6× 3×        | Kijev Nézőszám: 900 Játékvezetők: Rutkovskis, Dzerve (lettek) |

| 2008. november 1. 18:00 | IUVENTA Michalovce | 23 – 19     | Havre HAC            | Nagymihály Nézőszám: 1200 Játékvezetők: Rakytina, Tkachuk (ukránok) |
| 2008. november 1. 18:00 | Tobiasova 11       | (9 – 6)     | Simerská, Vanparys 5 | Nagymihály Nézőszám: 1200 Játékvezetők: Rakytina, Tkachuk (ukránok) |
| 2008. november 1. 18:00 | 1× 3×              | Jegyzőkönyv | 2× 3×                | Nagymihály Nézőszám: 1200 Játékvezetők: Rakytina, Tkachuk (ukránok) |

| 2008. november 9. 16:00 | Havre HAC | 25 – 22     | IUVENTA Michalovce | Gonfreville l Orcher Nézőszám: 800 Játékvezetők: Horváth, Marton (magyarok) |
| 2008. november 9. 16:00 | Marzouk 8 | (15 – 12)   | Tobiasova 9        | Gonfreville l Orcher Nézőszám: 800 Játékvezetők: Horváth, Marton (magyarok) |
| 2008. november 9. 16:00 | 2× 3×     | Jegyzőkönyv | 2× 3×              | Gonfreville l Orcher Nézőszám: 800 Játékvezetők: Horváth, Marton (magyarok) |

| 2008. október 31. 20:00 | KIF Vejen    | 31 – 17     | GAS Anagennisi Artas       | Vejen Nézőszám: 500 Játékvezetők: Brkić, Jusufhodzić (osztrákok) |
| 2008. október 31. 20:00 | Gustafsson 7 | (16 – 6)    | Mpalafa, Skara, Vracheva 5 | Vejen Nézőszám: 500 Játékvezetők: Brkić, Jusufhodzić (osztrákok) |
| 2008. október 31. 20:00 | 1× 3×        | Jegyzőkönyv | 3× 2×                      | Vejen Nézőszám: 500 Játékvezetők: Brkić, Jusufhodzić (osztrákok) |

| 2008. november 1. 17:00 | GAS Anagennisi Artas | 24 – 33     | KIF Vejen   | Vejen Nézőszám: 400 Játékvezetők: Brkić, Jusufhodzić (osztrákok) |
| 2008. november 1. 17:00 | Skara 7              | (11 – 16)   | Svangaard 9 | Vejen Nézőszám: 400 Játékvezetők: Brkić, Jusufhodzić (osztrákok) |
| 2008. november 1. 17:00 | 3× 2× 1×             | Jegyzőkönyv | 3×          | Vejen Nézőszám: 400 Játékvezetők: Brkić, Jusufhodzić (osztrákok) |

| 2008. november 8. 18:00 | TSV Bayer 04 Leverkusen | 41 – 29     | TSV St. Otmar St. Gallen | Wiehl Nézőszám: 500 Játékvezetők: Konjicanin, Konjicanin (bosnyákok) |
| 2008. november 8. 18:00 | Schückler 7             | (23 – 13)   | Simova 10                | Wiehl Nézőszám: 500 Játékvezetők: Konjicanin, Konjicanin (bosnyákok) |
| 2008. november 8. 18:00 | 3× 3×                   | Jegyzőkönyv | 4× 2×                    | Wiehl Nézőszám: 500 Játékvezetők: Konjicanin, Konjicanin (bosnyákok) |

| 2008. november 9. 16:00 | TSV St. Otmar St. Gallen | 18 – 30     | TSV Bayer 04 Leverkusen | Leverkusen Nézőszám: 800 Játékvezetők: Konjicanin, Konjicanin (bosnyákok) |
| 2008. november 9. 16:00 | Simova 8                 | (10 – 13)   | Weigelt 5               | Leverkusen Nézőszám: 800 Játékvezetők: Konjicanin, Konjicanin (bosnyákok) |
| 2008. november 9. 16:00 | 5× 3×                    | Jegyzőkönyv | 3× 3×                   | Leverkusen Nézőszám: 800 Játékvezetők: Konjicanin, Konjicanin (bosnyákok) |

| 2008. november 1. 18:00 | DVSC-Aquaticum | 44 – 26     | S.S. Pallamano Bancole | Debrecen Nézőszám: 1100 Játékvezetők: Dimkova, Lyubenova (bolgárok) |
| 2008. november 1. 18:00 | Crap, Csáki 7  | (21 – 15)   | Popescu 7              | Debrecen Nézőszám: 1100 Játékvezetők: Dimkova, Lyubenova (bolgárok) |
| 2008. november 1. 18:00 | 5× 3×          | Jegyzőkönyv | 5× 3×                  | Debrecen Nézőszám: 1100 Játékvezetők: Dimkova, Lyubenova (bolgárok) |

| 2008. november 2. 16:00 | S.S. Pallamano Bancole | 23 – 38     | DVSC-Aquaticum        | Debrecen Nézőszám: 800 Játékvezetők: Dimkova, Lyubenova (bolgárok) |
| 2008. november 2. 16:00 | De Sousa 7             | (9 – 14)    | Shynkarenko, Szrnka 6 | Debrecen Nézőszám: 800 Játékvezetők: Dimkova, Lyubenova (bolgárok) |
| 2008. november 2. 16:00 | 4× 3×                  | Jegyzőkönyv | 4× 3×                 | Debrecen Nézőszám: 800 Játékvezetők: Dimkova, Lyubenova (bolgárok) |

## Nyolcaddöntő
| 1. csapat               | Össz.       | 2. csapat             | 1. mérk. | 2. mérk. |
| ----------------------- | ----------- | --------------------- | -------- | -------- |
| Gjerpen Handball        | 74–63       | SK Karpaty Uzhgorod   | 39–30    | 35–33    |
| DVSC-Aquaticum          | 58–58 (ig.) | Oțelul Galați         | 34–29    | 24–29    |
| DHK ZORA Olomouc        | 48–63       | FCK Handbold A/S      | 28–31    | 20–32    |
| IUVENTA Michalovce      | 42–47       | Levanger HK           | 29–28    | 13–19    |
| KIF Vejen               | 43–51       | Larvik HK             | 21–25    | 22–26    |
| TSV Bayer 04 Leverkusen | 51–42       | Kometal Gjorce Petrov | 31–21    | 20–21    |
| Metz Handball           | 59–39       | RK Tresnjevka         | 26–20    | 33–19    |
| Balonmano Parc Sagunto  | 73–59       | Sport Club Luch       | 31–32    | 42–27    |

| 2009. február 14. 18:00 | Gjerpen Handball          | 39 – 30     | SK Karpaty Uzhgorod | Uzghorod Nézőszám: 900 Játékvezetők: Covalciuc, Covalciuc (moldávok) |
| 2009. február 14. 18:00 | Suvdal, Tonnesen, Toumi 8 | (21 – 13)   | Bakhyrieva 9        | Uzghorod Nézőszám: 900 Játékvezetők: Covalciuc, Covalciuc (moldávok) |
| 2009. február 14. 18:00 | 4× 3×                     | Jegyzőkönyv | 6× 2× 1×            | Uzghorod Nézőszám: 900 Játékvezetők: Covalciuc, Covalciuc (moldávok) |

| 2009. február 15. 14:00 | SK Karpaty Uzhgorod | 33 – 35     | Gjerpen Handball | Uzghorod Nézőszám: 1000 Játékvezetők: Covalciuc, Covalciuc (moldávok) |
| 2009. február 15. 14:00 | Bakhyrieva 12       | (15 – 17)   | Suvdal 11        | Uzghorod Nézőszám: 1000 Játékvezetők: Covalciuc, Covalciuc (moldávok) |
| 2009. február 15. 14:00 | 3× 3× 1×            | Jegyzőkönyv | 3× 3×            | Uzghorod Nézőszám: 1000 Játékvezetők: Covalciuc, Covalciuc (moldávok) |

| 2009. február 8. 15:00 | DVSC-Aquaticum | 34 – 29     | Oțelul Galați | Debrecen Nézőszám: 4000 Játékvezetők: Borrotti, Marcet (franciák) |
| 2009. február 8. 15:00 | Bognár 13      | (19 – 14)   | Busuioceanu 7 | Debrecen Nézőszám: 4000 Játékvezetők: Borrotti, Marcet (franciák) |
| 2009. február 8. 15:00 | 2× 3×          | Jegyzőkönyv | 9× 3× 1×      | Debrecen Nézőszám: 4000 Játékvezetők: Borrotti, Marcet (franciák) |

| 2009. február 14. 11:00 | Oțelul Galați | 29 – 24     | DVSC-Aquaticum   | Galați Nézőszám: 600 Játékvezetők: Arntsen, Gullaksen (norvégok) |
| 2009. február 14. 11:00 | Busuioceanu 7 | (15 – 13)   | Bognár, Szrnka 8 | Galați Nézőszám: 600 Játékvezetők: Arntsen, Gullaksen (norvégok) |
| 2009. február 14. 11:00 | 4× 3×         | Jegyzőkönyv | 3× 3×            | Galați Nézőszám: 600 Játékvezetők: Arntsen, Gullaksen (norvégok) |

| 2009. február 8. 16:00 | DHK ZORA Olomouc | 28 – 31     | FCK Handbold A/S | Olmütz Nézőszám: 1200 Játékvezetők: Malek, Nowak (lengyelek) |
| 2009. február 8. 16:00 | Hejtmankova 9    | (14 – 17)   | Milanović 9      | Olmütz Nézőszám: 1200 Játékvezetők: Malek, Nowak (lengyelek) |
| 2009. február 8. 16:00 | 4× 2×            | Jegyzőkönyv | 9× 3×            | Olmütz Nézőszám: 1200 Játékvezetők: Malek, Nowak (lengyelek) |

| 2009. február 14. 13:55 | FCK Handbold A/S  | 32 – 20     | DHK ZORA Olomouc | Farum Nézőszám: 700 Játékvezetők: Sîrbu, Suponicov (moldávok) |
| 2009. február 14. 13:55 | Baumbach, Savić 8 | (20 – 7)    | Hrbkova 7        | Farum Nézőszám: 700 Játékvezetők: Sîrbu, Suponicov (moldávok) |
| 2009. február 14. 13:55 | 1× 3×             | Jegyzőkönyv | 2× 2×            | Farum Nézőszám: 700 Játékvezetők: Sîrbu, Suponicov (moldávok) |

| 2009. február 7. 18:00 | IUVENTA Michalovce | 29 – 28     | Levanger HK | Nagymihály Nézőszám: 1100 Játékvezetők: Cvetko, Kavalar (szlovénok) |
| 2009. február 7. 18:00 | Dittelova 10       | (16 – 15)   | Saether 7   | Nagymihály Nézőszám: 1100 Játékvezetők: Cvetko, Kavalar (szlovénok) |
| 2009. február 7. 18:00 | 3× 3× 1×           | Jegyzőkönyv | 6× 3× 1×    | Nagymihály Nézőszám: 1100 Játékvezetők: Cvetko, Kavalar (szlovénok) |

| 2009. február 14. 16:00 | Levanger HK | 19 – 13     | IUVENTA Michalovce | Norvégia Nézőszám: 300 Játékvezetők: Leszczynski, Piechota (lengyelek) |
| 2009. február 14. 16:00 | Saether 7   | (12 – 6)    | Rubtsova 4         | Norvégia Nézőszám: 300 Játékvezetők: Leszczynski, Piechota (lengyelek) |
| 2009. február 14. 16:00 | 5× 3×       | Jegyzőkönyv | 4× 3×              | Norvégia Nézőszám: 300 Játékvezetők: Leszczynski, Piechota (lengyelek) |

## Negyeddöntő
| 1. csapat               | Össz. | 2. csapat              | 1. mérk. | 2. mérk. |
| ----------------------- | ----- | ---------------------- | -------- | -------- |
| Larvik HK               | 54–44 | Oțelul Galați          | 26–22    | 28–22    |
| Gjerpen Handball        | 66–65 | Balonmano Parc Sagunto | 39–33    | 27–32    |
| Metz Handball           | 38–46 | FCK Handbold A/S       | 20–23    | 18–23    |
| TSV Bayer 04 Leverkusen | 45–30 | Levanger HK            | 23–14    | 22–16    |

| 2009. március 15. 18:00 | Larvik HK     | 26 – 22     | Oțelul Galați | Larvik Nézőszám: 500 Játékvezetők: Schaller, Wutzler (németek) |
| 2009. március 15. 18:00 | Riegelhuth 12 | (14 – 10)   | Busuioceanu 9 | Larvik Nézőszám: 500 Játékvezetők: Schaller, Wutzler (németek) |
| 2009. március 15. 18:00 | 4× 3×         | Jegyzőkönyv | 9× 3× 1×      | Larvik Nézőszám: 500 Játékvezetők: Schaller, Wutzler (németek) |

| 2009. március 21. 11:00 | Oțelul Galați | 22 – 28     | Larvik HK     | Galați Nézőszám: 800 Játékvezetők: Bol, van Eck (hollandok) |
| 2009. március 21. 11:00 | Drutu 6       | (11 – 14)   | Riegelhuth 12 | Galați Nézőszám: 800 Játékvezetők: Bol, van Eck (hollandok) |
| 2009. március 21. 11:00 | 5× 2× 1×      | Jegyzőkönyv | 3× 3×         | Galați Nézőszám: 800 Játékvezetők: Bol, van Eck (hollandok) |

| 2009. március 15. 16:00 | Gjerpen Handball | 39 – 33     | Balonmano Parc Sagunto | Skien Nézőszám: 400 Játékvezetők: Skurzny, Kavulic (cseh, szlovák) |
| 2009. március 15. 16:00 | Suvdal 9         | (19 – 15)   | Benzal Andaloussi 13   | Skien Nézőszám: 400 Játékvezetők: Skurzny, Kavulic (cseh, szlovák) |
| 2009. március 15. 16:00 | 4× 4×            | Jegyzőkönyv | 3× 3×                  | Skien Nézőszám: 400 Játékvezetők: Skurzny, Kavulic (cseh, szlovák) |

| 2009. március 21. 16:30 | Balonmano Parc Sagunto | 32 – 27     | Gjerpen Handball | Sagunto Nézőszám: 600 Játékvezetők: Hintenaus, Schnieder (osztrákok) |
| 2009. március 21. 16:30 | Danilovic 11           | (17 – 16)   | Suvdal 7         | Sagunto Nézőszám: 600 Játékvezetők: Hintenaus, Schnieder (osztrákok) |
| 2009. március 21. 16:30 | 3×                     | Jegyzőkönyv | 3× 3×            | Sagunto Nézőszám: 600 Játékvezetők: Hintenaus, Schnieder (osztrákok) |

| 2009. március 15. 17:00 | Metz Handball | 20 – 23     | FCK Handbold A/S | Metz Nézőszám: 3200 Játékvezetők: Pavicevic, Vujicic (montenegróiak) |
| 2009. március 15. 17:00 | Ognjenovic 7  | (14 – 13)   | Lyksborg 5       | Metz Nézőszám: 3200 Játékvezetők: Pavicevic, Vujicic (montenegróiak) |
| 2009. március 15. 17:00 | 1× 2×         | Jegyzőkönyv | 3× 4×            | Metz Nézőszám: 3200 Játékvezetők: Pavicevic, Vujicic (montenegróiak) |

| 2009. március 21. 14:05 | FCK Handbold A/S | 23 – 18     | Metz Handball           | Frederiksberg Nézőszám: 500 Játékvezetők: Liachovicius, Paskevicius (litvánok) |
| 2009. március 21. 14:05 | Turey 7          | (10 – 9)    | Ognjenovic, Poznarova 5 | Frederiksberg Nézőszám: 500 Játékvezetők: Liachovicius, Paskevicius (litvánok) |
| 2009. március 21. 14:05 | 3× 4×            | Jegyzőkönyv | 2× 3×                   | Frederiksberg Nézőszám: 500 Játékvezetők: Liachovicius, Paskevicius (litvánok) |

| 2009. március 14. 18:00 | TSV Bayer 04 Leverkusen | 23 – 14     | Levanger HK | Leverkusen Nézőszám: 600 Játékvezetők: Maric, Masic (szerbek) |
| 2009. március 14. 18:00 | Lörper 8                | (14 – 9)    | Andersson 4 | Leverkusen Nézőszám: 600 Játékvezetők: Maric, Masic (szerbek) |
| 2009. március 14. 18:00 | 4× 3×                   | Jegyzőkönyv | 6× 4×       | Leverkusen Nézőszám: 600 Játékvezetők: Maric, Masic (szerbek) |

| 2009. március 15. 14:00 | Levanger HK        | 16 – 22     | TSV Bayer 04 Leverkusen | Leverkusen Nézőszám: 800 Játékvezetők: Maric, Masic (szerbek) |
| 2009. március 15. 14:00 | Hynne, Johansson 4 | (8 – 12)    | Filgert, Glankovicova 5 | Leverkusen Nézőszám: 800 Játékvezetők: Maric, Masic (szerbek) |
| 2009. március 15. 14:00 | 5× 3× 1×           | Jegyzőkönyv | 3× 3×                   | Leverkusen Nézőszám: 800 Játékvezetők: Maric, Masic (szerbek) |

## Elődöntő
| 1. csapat               | Össz. | 2. csapat        | 1. mérk. | 2. mérk. |
| ----------------------- | ----- | ---------------- | -------- | -------- |
| TSV Bayer 04 Leverkusen | 27–43 | FCK Handbold A/S | 9–21     | 18–22    |
| Larvik HK               | 74–43 | Gjerpen Handball | 37–20    | 37–23    |

| 2009. április 11. 19:30 | TSV Bayer 04 Leverkusen | 9 – 21      | FCK Handbold A/S | Leverkusen Nézőszám: 1100 Játékvezetők: Kohout, Novak (csehek) |
| 2009. április 11. 19:30 | Lörper, Ahlgrimm 3      | (2 – 11)    | Batinic, Turey 5 | Leverkusen Nézőszám: 1100 Játékvezetők: Kohout, Novak (csehek) |
| 2009. április 11. 19:30 | 2× 3×                   | Jegyzőkönyv | 3× 3×            | Leverkusen Nézőszám: 1100 Játékvezetők: Kohout, Novak (csehek) |

| 2009. április 18. 13:30 | FCK Handbold A/S | 22 – 18     | TSV Bayer 04 Leverkusen | Frederiksberg Nézőszám: 800 Játékvezetők: Vodopivec, Krasna (szlovénok) |
| 2009. április 18. 13:30 | Turey 8          | (10 – 8)    | Lörper 6                | Frederiksberg Nézőszám: 800 Játékvezetők: Vodopivec, Krasna (szlovénok) |
| 2009. április 18. 13:30 | 4× 4×            | Jegyzőkönyv | 4× 3×                   | Frederiksberg Nézőszám: 800 Játékvezetők: Vodopivec, Krasna (szlovénok) |

| 2009. április 18. 14:45 | Gjerpen Handball | 20 – 37     | Larvik HK | Skien Nézőszám: 1200 Játékvezetők: Florescu, Duta (románok) |
| 2009. április 18. 14:45 | Toumi 7          | (10 – 18)   | Løke 13   | Skien Nézőszám: 1200 Játékvezetők: Florescu, Duta (románok) |
| 2009. április 18. 14:45 | 1× 3×            | Jegyzőkönyv | 1× 2×     | Skien Nézőszám: 1200 Játékvezetők: Florescu, Duta (románok) |

| 2009. április 19. 14:15 | Larvik HK | 37 – 23     | Gjerpen Handball | Larvik Nézőszám: 500 Játékvezetők: Florescu, Duta (románok) |
| 2009. április 19. 14:15 | Løke 12   | (18 – 13)   | Toumi 7          | Larvik Nézőszám: 500 Játékvezetők: Florescu, Duta (románok) |
| 2009. április 19. 14:15 | 2× 3×     | Jegyzőkönyv | 2× 4×            | Larvik Nézőszám: 500 Játékvezetők: Florescu, Duta (románok) |

## Döntő
| 1. csapat | Össz. | 2. csapat        | 1. mérk. | 2. mérk. |
| --------- | ----- | ---------------- | -------- | -------- |
| Larvik HK | 44–47 | FCK Handbold A/S | 23–21    | 21–26    |

| 2009. május 9. 16:15 | Larvik HK     | 23 – 21     | FCK Handbold A/S | Drammen Nézőszám: 1600 Játékvezetők: Mazeika, Gatalis (litvánok) |
| 2009. május 9. 16:15 | Riegelhuth 10 | (12 – 10)   | Savić, Turey 6   | Drammen Nézőszám: 1600 Játékvezetők: Mazeika, Gatalis (litvánok) |
| 2009. május 9. 16:15 | 3× 4×         | Jegyzőkönyv | 5× 3×            | Drammen Nézőszám: 1600 Játékvezetők: Mazeika, Gatalis (litvánok) |

| 2009. május 17. 15:35 | FCK Handbold A/S | 26 – 21     | Larvik HK  | Koppenhága Nézőszám: 1100 Játékvezetők: Brunovsky, Canda (szlovákok) |
| 2009. május 17. 15:35 | Turey 8          | (13 – 10)   | Breivang 6 | Koppenhága Nézőszám: 1100 Játékvezetők: Brunovsky, Canda (szlovákok) |
| 2009. május 17. 15:35 | 8× 3× 1×         | Jegyzőkönyv | 4× 3×      | Koppenhága Nézőszám: 1100 Játékvezetők: Brunovsky, Canda (szlovákok) |

## Győztes
| A 2008–2009-es női kézilabda kupagyőztesek Európa-kupája győztese |
| ----------------------------------------------------------------- |
| FCK Håndbold A/S 1. cím                                           |